# Shannon Sund
Het Shannon Sund is een zeestraat in Nationaal park Noordoost-Groenland in het oosten van Groenland.

## Geografie
Het water verbindt de Hochstetterbaai in het zuiden met de Groenlandzee in het noorden. Ten oosten ligt het eiland Shannon en ten westen het Hochstetter Forland.
De inham heeft een lengte van meer dan 30 kilometer en is tussen de dertien en 26 kilometer breed.
De volgende grote inham is meer dan 70 kilometer noordelijker met de Store Bælt.